# 河西勝
河西 勝（かさい まさる、1942年（昭和17年）‐ ）は、日本の経済学者・農学者。農学博士（北海道大学・論文博士・1999年）。北海学園大学名誉教授。

## 略歴
- 1942年 長野県出身
- 1966年 北海道大学農学部農業経済学科卒業
- 1968年 同大学院農学研究科修士課程修了
- 1968～70年 専修大学美唄農工短期大学専任講師（農業経済学担当）
- 1972年 北海道大学経済学研究科博士課程中退後、同経済学部助手
- 1975年 北海学園大学経済学部講師（経済学原理担当）
- 1977年 同経済学部助教授
- 1981年 北海学園大学経済学部教授・同大学院経済研究科教授（経済政策担当）
- その後、カナダレスブリッジ大学客員教授やイギリスワーリック大学客員研究員などを歴任
- 1999年 北海道大学より農学博士の学位を取得、博士論文は「第一次大戦前における小麦・砂糖市場の発展とドイツ農業の生産力形成」
- 2011年 北海学園大学定年退職。同名誉教授。北海学園大学経済学部非常勤講師（～2012年）・同大学院経済研究科非常勤講師

## 専門領域
宇野経済学を専門とし、経済政策（特に租税政策）・農業市場論・農業経済学・コーポレートガバナンス等を研究。マルクス経済学者の降旗節雄の門下であり、宇野弘蔵の孫弟子に当たる。なお、かつては農業市場論で著作・論文を発表していたが、現在はコーポレートガバナンスと租税政策に力点を置いている。

## 主著
- 『経済学原理－論争史的解明』（宇野理論の現段階I, 共著, 社会評論社, 1979年）
- 『宇野弘蔵の世界』（分担執筆担当, 有斐閣、1983年）
- 『世界農業問題の構造化－日本資本主義論争II－』（思想の海へ第30巻, 編著, 社会評論社, 1990年）
- 『農業資本主義』（単著, 世界書院, 1992年）
- 『企業の本質 ― 宇野原論の抜本的改正』（単著、共同文化社、2009年）
- 『宇野理論と現代株式会社　法人企業四百年ものがたり』（社会評論社, 2017年）